# レイク郡 (サウスダコタ州)
座標: 北緯44度02分 西経97度12分 / 北緯44.033度 西経97.200度
レイク郡（レイクぐん、英: Lake County）は、アメリカ合衆国のサウスダコタ州にある郡。2000年時点の人口は11,276人で、郡庁所在地はマディソン (Madison)。

## 地理
アメリカ合衆国国勢調査局によると、この郡は総面積1,489 km2 (575 mi2) である。このうち1,459 km2 (563 mi2)が陸地で、31 km2 (12 mi2) が川や湖などの水地域である。総面積のうちの2.06%が水地域となっている。

### 郡区
この郡は下記の16郡区から成る。
| - バダス (Badus) - チェスター (Chester) - クラーノ (Clarno) - コンコード (Concord) - ファーミントン (Farmington) - フランクリン (Franklin) - ハーマン (Herman) - レイクビュー (Lake View) | - ルロイ (Le Roy) - ナンダ (Nunda) - オーランド (Orland) - ラトランド (Rutland) - サミット (Summit) - ウェイン (Wayne) - ウェントワース (Wentworth) - ウィンフレッド (Winfred) |

### 幹線道路
- 国道81号線
- 州道19号線
- 州道34号線

### 郡内の湖
| - バッファロー湖 (Buffalo Slough) - ブラント湖 (Brandt Lake) - デイビス湖 (Davis Slough) - ギルマン湖 (Gilman Lake) - グリーン湖 (Green Lake) - バダス湖 (Lake Badus) | - ハーマン湖 (Lake Herman) - マディソン湖 (Lake Madison) - ロング湖 (Long Lake) - マッド湖 (Mud Lake) - ペリカン湖 (Pelican Lake) - ラウンド湖 (Round Lake) |

### 隣接する郡
- ブルッキングス郡（北東）
- ムーディ郡（東）
- ミネハハ郡（南東）
- マクック郡（南西）
- マイナー郡（西）
- キングスベリー郡（北西）

## 人口動静

2000年国勢調査時の郡の人口ピラミッド

2000年の国勢調査によると、レイク郡には11,276人、4,372世帯、及び2,828家族が暮らしている。人口密度は8/km2 (20/mi2) で、4/km2 (9/mi2) の平均的な密度に5,282軒の住居が建っている。この郡の人種の構成は白人97.76%、黒人（アフリカ系アメリカ人）0.20%、先住民0.66%、アジア系0.54%、太平洋諸島系0.01%、その他の人種0.33%、および混血0.51%で、0.79%の人々がヒスパニックまたはラテン系である。
レイク郡に住む4,372世帯のうち、29.80%は18歳未満の子供と暮らしており、55.90%は夫婦で生活している。5.90%は未婚の女性が世帯主であり、35.30%は家族以外の住人と同居している。29.20%は独居で、全世帯の13.30%は65歳以上の独居老人世帯である。1世帯あたりの平均人数は2.41人であり、家庭の場合は3.00人である。
郡の住民は23.70%が18歳未満の子供で、18歳以上24歳以下が15.00%、25歳以上44歳以下が23.40%、45歳以上64歳以下が21.40%、および65歳以上が16.30%となっている。平均年齢は36歳である。女性100人に対して男性は99.80人いて、18歳以上の女性100人に対しては男性は99.50人いる。
郡の世帯ごとの平均収入は34,087米ドルで、家族ごとでは43,750米ドルである。男性の28,994米ドルに対して女性は21,084米ドルの平均的な収入がある。この郡の一人当たりの収入 (per capita income) は16,446米ドルである。総人口の9.70%、家族の5.40%は貧困線以下である。18歳未満の子供の8.60%および65歳以上の8.60%は貧困線以下の生活を送っている。

## 都市および町
- チェスター (en:Chester, South Dakota)
- フランクリン (Franklin)
- ジュニアス (Junius)
- マディソン (en:Madison, South Dakota)
- ナンダ (en:Nunda, South Dakota)
- ラモナ (en:Ramona, South Dakota)
- ラトランド (en:Rutland, South Dakota)
- ウェントワース (en:Wentworth, South Dakota)
- ウィンフレッド (en:Winfred, South Dakota)

## 跡地になった町
- サラナック (Saranac)